# Temporada 2014-15 del fútbol venezolano
La Temporada 2014/15 del fútbol venezolano abarca todas las actividades relativas a campeonatos de fútbol profesional, nacionales e internacionales, disputados por clubes venezolanos, y por las selecciones nacionales de este país, en sus diversas categorías, durante el 2014 y el 2015.
| Categoría                        | Campeonato                             | Campeón |
| -------------------------------- | -------------------------------------- | --- |
| Primera                          | Apertura 2014                          | Trujillanos FC |
| Primera                          | Clausura 2015                          | Deportivo Táchira |
| Primera                          | Campeón de 1.ª                         | Deportivo Táchira |
| Segunda                          | Torneo Apertura 2014                   | - Estudiantes de Caracas (Grupo Centro-Oriental) - Yaracuyanos FC (Grupo Centro-Occidental) |
| Segunda                          | Torneo de Ascenso 2015                 | Ureña SC |
| Segunda                          | Torneo de Promoción y Permanencia 2015 | - Angostura FC (Grupo Oriental) - Gran Valencia FC (Grupo Central) - Deportivo JBL del Zulia (Grupo Occidental) |
| Tercera                          | Torneo Clasificatorio 2014             | - Petroleros de Anzoátegui (Grupo Oriental) - Deportivo La Guaira B (Grupo Central) - Academia Puerto Cabello (Grupo Central-Occidental) - Deportivo JBL del Zulia (Grupo Occidental I) - CF Gilberto Amaya (Grupo Occidental II) |
| Tercera                          | Torneo Nivelación 2015                 | - Minasoro FC (Grupo Oriental) - Portuguesa FC B (Grupo Centro-Occidental) - Atlético Sucre (Grupo Central) - Madeira Club Lara (Grupo Occidental I) - Deportivo Táchira B (Grupo Occidental II)                                  |
| Copa Venezuela                   | Copa Venezuela 2014                    | Deportivo La Guaira |
| Liga Nacional de Fútbol Femenino | Liga Nacional 2014-15                  | Estudiantes de Guárico FC |

## Torneos locales

### Primera
|                                                                         |
| Trujillanos FC Campeón Apertura 2014 Clasifica a Copa Libertadores 2016 |

|                                                                            |
| Deportivo Táchira Campeón Clausura 2015 Clasifica a Copa Libertadores 2016 |

|                                                                     |
| Deportivo Táchira Campeón de la Primera División Venezolana 2014/15 |

### Segunda
|                                                                      |
| Estudiantes de Caracas Campeón Apertura 2014 (Grupo Centro-Oriental) |

|                                                                |
| Yaracuyanos FC Campeón Apertura 2014 (Grupo Centro-Occidental) |

|                                                                    |
| Angostura FC Campeón Promoción y Permanencia 2015 (Grupo Oriental) |

|                                                                       |
| Gran Valencia FC Campeón Promoción y Permanencia 2015 (Grupo Central) |

|                                                                                 |
| Deportivo JBL del Zulia Campeón Promoción y Permanencia 2015 (Grupo Occidental) |

| Ureña Sport Club Campeón de la Torneo de Ascenso 2015 Clasifica a Primera División Venezolana 2015/16 |

### Tercera
|                                                                          |
| Petroleros de Anzoátegui FC Campeón Clasificatorio 2014 (Grupo Oriental) |

|                                                                   |
| Deportivo La Guaira B Campeón Clasificatorio 2014 (Grupo Central) |

|                                                                               |
| Academia Puerto Cabello Campeón Clasificatorio 2014 (Grupo Centro-Occidental) |

|                                                                          |
| Deportivo JBL del Zulia Campeón Clasificatorio 2014 (Grupo Occidental I) |

|                                                                     |
| CF Gilberto Amaya Campeón Clasificatorio 2014 (Grupo Occidental II) |

|                                                      |
| Minasoro FC Campeón Nivelación 2015 (Grupo Oriental) |

|                                                                   |
| Portuguesa FC B Campeón Nivelación 2015 (Grupo Centro-Occidental) |

|                                                        |
| Atlético Sucre Campeón Nivelación 2015 (Grupo Central) |

|                                                                |
| Madeira Club Lara Campeón Nivelación 2015 (Grupo Occidental I) |

|                                                                   |
| Deportivo Táchira B Campeón Nivelación 2015 (Grupo Occidental II) |

### Copa Venezuela
| Deportivo La Guaira Campeón Copa Venezuela 2014 Clasifica a Copa Sudamericana 2015 |

### Fútbol Femenino
| Estudiantes de Guárico FC Campeón Apertura 2014-15 |

| Estudiantes de Guárico FC Campeón Clausura 2015 |

| Estudiantes de Guárico FC Campeón del Torneo Inter-Regional Libre 2014/15 Clasifica a Copa Libertadores 2015 |

## Torneos internacionales
Véase además Anexo:Clubes venezolanos en torneos internacionales

### Copa Libertadores
Los equipos que clasificaron a la Copa Libertadores 2015 son:
- Zamora Fútbol Club.
- Mineros de Guayana.
- Deportivo Táchira.

### Copa Sudamericana
Los equipos que clasificaron a la Copa Sudamericana 2014 son:
- Trujillanos FC
- Caracas.
- Deportivo La Guaira
- Deportivo Anzoátegui

### Copa Libertadores Femenina
El equipo que clasifica a la Copa Libertadores Femenina 2014 es:
- Caracas.

## Selección nacional

### Copa América

#### Grupo C
| Selección | Pts. | PJ | PG | PE | PP | GF | GC | Dif |
| --------- | ---- | -- | -- | -- | -- | -- | -- | --- |
| Brasil    | 6    | 3  | 2  | 0  | 1  | 4  | 3  | 1   |
| Perú      | 4    | 3  | 1  | 1  | 1  | 2  | 2  | 0   |
| Colombia  | 4    | 3  | 1  | 1  | 1  | 1  | 1  | 0   |
| Venezuela | 3    | 3  | 1  | 0  | 2  | 2  | 3  | -1  |

| 14 de junio de 2015, 16:00                   | Colombia | 0:1 (0:0) | Venezuela  | Estadio El Teniente, Rancagua                            |                                                          |
|                                              |          | Reporte   | Rondón 59' | Asistencia: 12 387 espectadores Árbitro(s): Andrés Cunha | Asistencia: 12 387 espectadores Árbitro(s): Andrés Cunha |
| Vídeo resumen oficial: Colombia vs Venezuela |          |           |            |                                                          |                                                          |

| 14 de junio de 2015, 18:30            | Brasil                  | 2:1 (1:1) | Perú     | Estadio Germán Becker, Temuco                              |                                                            |
|                                       | Neymar 4' · Costa 90+1' | Reporte   | Cueva 2' | Asistencia: 16 342 espectadores Árbitro(s): Roberto García | Asistencia: 16 342 espectadores Árbitro(s): Roberto García |
| Vídeo resumen oficial: Brasil vs Perú |                         |           |          |                                                            |                                                            |

| 17 de junio de 2015, 21:00                | Brasil | 0:1 (0:1) | Colombia    | Estadio Monumental, Santiago                              |                                                           |
|                                           |        | Reporte   | Murillo 36' | Asistencia: 44 008 espectadores Árbitro(s): Enrique Osses | Asistencia: 44 008 espectadores Árbitro(s): Enrique Osses |
| Vídeo resumen oficial: Brasil vs Colombia |        |           |             |                                                           |                                                           |

| 18 de junio de 2015, 20:30               | Perú        | 1:0 (0:0) | Venezuela | Estadio Elías Figueroa, Valparaíso                      |                                                         |
|                                          | Pizarro 71' | Reporte   |           | Asistencia: 15 542 espectadores Árbitro(s): Raúl Orosco | Asistencia: 15 542 espectadores Árbitro(s): Raúl Orosco |
| Vídeo resumen oficial: Perú vs Venezuela |             |           |           |                                                         |                                                         |

| 21 de junio de 2015, 16:00              | Colombia | 0:0     | Perú | Estadio Germán Becker, Temuco                             |                                                           |
|                                         |          | Reporte |      | Asistencia: 17 231 espectadores Árbitro(s): Néstor Pitana | Asistencia: 17 231 espectadores Árbitro(s): Néstor Pitana |
| Vídeo resumen oficial: Colombia vs Perú |          |         |      |                                                           |                                                           |

| 21 de junio de 2015, 18:30                 | Brasil                 | 2:1 (1:0) | Venezuela | Estadio Monumental, Santiago                                |                                                             |
|                                            | Silva 8' · Firmino 51' | Reporte   | Miku 84'  | Asistencia: 33 284 espectadores Árbitro(s): Enrique Cáceres | Asistencia: 33 284 espectadores Árbitro(s): Enrique Cáceres |
| Vídeo resumen oficial: Brasil vs Venezuela |                        |           |           |                                                             |                                                             |

## Premios y reconocimientos
| Mejor Jugador | Mejor Jugador Venezolano en el Extranjero | Mejor Jugador Extranjero en Venezuela | Mejor Directo Técnico | Mejor Equipo      | Mejor Árbitro    | Mejor Juvenil | Mejor Estadio | Mejor Página Web  | Mejor Equipo en Redes Sociales | Máximo Goleador | Mejor Portero | Máximo Goleador en Copa Venezuela | Fair Play             |
| ------------- | ----------------------------------------- | ------------------------------------- | --------------------- | ----------------- | ---------------- | ------------- | ------------- | ----------------- | ------------------------------ | --------------- | ------------- | --------------------------------- | --------------------- |
| Jorge Rojas   | Salomón Rondón                            | Edwin Aguilar                         | Daniel Farías         | Deportivo Táchira | Jesús Valenzuela | Jhon Murillo  | CTE Cachamay  | Deportivo Táchira | Caracas FC                     | Edwin Aguilar   | Alain Baroja  | Fredys Arrieta                    | Estudiantes de Mérida |